# USS LST-561
O USS LST-561 foi um navio de guerra norte-americano da classe LST que operou durante a Segunda Guerra Mundial.